# 海上五十狭茅
五十狭茅宿禰（いさちのすくね）とは、古墳時代の豪族。『日本書紀』神功皇后摂政紀では五十狭茅宿禰、『国造本紀』では伊狭知直、『古事記』では伊佐比宿禰と表記される。

## 概要
『古事記』及び『日本書紀』において建部氏の祖である倉見別王と共に麛坂皇子、忍熊皇子側につき、神功皇后・応神天皇と戦った将軍である五十狭茅宿禰（いさちのすくね、伊佐比宿禰）として登場する。戦いに敗れた後、『古事記』では海上に出て忍熊王と共に歌を詠んだ海に入水したとあり、『日本書紀』では忍熊皇子と共に歌を詠み、瀬田の渡りに沈んだとされる。
両書の記述から五十狭茅宿禰はこの時点で自決したものと見られるが、『日本書紀』神功皇后摂政紀では神功皇后の命令で稚日女尊を活田長狭国に祀ったとある。
『先代旧事本紀』国造本紀では胸刺国造の祖としている。
名前の五十（い、いと、いそ 等）の部分は皇室関係の古い名に散見されるが、意味は不詳。

## 系譜
父は初代武蔵国造の兄多毛比命で、兄弟に初代菊麻国造の大鹿国直、初代大島国造の穴倭古直、初代伯岐国造の大八木足尼がいる。